# Списък на побратимени градове на Хърватия
Това е списък на побратимените градове на градовете в Хърватия.

### Дубровник
- Хелсингбори, Швеция от 1998 г.

### Загреб
- Белград, Сърбия (2003)
- Болоня, Италия (1963)
- Будапеща, Унгария (1994)
- Буенос Айрес, Аржентина (1972)
- Виена, Австрия (1994)
- Киото, Япония (1972)
- Клуж-Напока, Румъния (1991)
- Краков, Полша (1975)
- Лисабон, Португалия (1977)
- Лондон, Великобритания (2009)
- Любляна, Словения (2001)
- Майнц, Германия (1967)
- Питсбърг, САЩ (1980)
- Подгорица, Черна Гора (2006)
- Сараево, Босна и Херцеговина (2001)
- Санкт Петербург, Русия (1968)
- Тирана, Албания (2009)
- Тромсьо, Норвегия (1971)
- Шанхай, Китай (1980)

### Карловац
- Алесандрия, Италия от 1963 г.
- Канзас Сити, САЩ
- Крагуевац, Сърбия

### Осиек
- Будапеща, Унгария
- Лозана, Швейцария
- Марибор, Словения
- Нитра, Словакия
- Печ, Унгария
- Пфорцхайм, Германия
- Плоещ, Румъния
- Тузла, Босна и Херцеговина
- Призрен, Косово

### Пула
- Вараждин, Хърватия (1979)
- Верона, Италия (1982)
- Вилфранш де Руерг, Франция
- Грац, Австрия (1972, партньорство от 1961)
- Имола, Италия (1972)
- Кран, Словения
- Трир, Германия (1971)
- Хекинан, Япония (2007)
- Чабар, Хърватия (1974)
- Велес, Северна Македония
- Новоросийск, Русия
- Сегед, Унгария
- Бърно, Чехия
- Виена, Австрия
- Печ, Унгария
- Бърно, Чехия
- Виена, Австрия
- Печ, Унгария
- С някои градове от Щирия, Австрия

### Риека
- Бургас, България

### Ровин
- Адрия, Италия (1982)
- Камайоре, Италия (1990)
- Леонберг, Германия (1990)[източник? (Поискан днес)]

### Сисак
- Габрово, България
- Йихлава (Jihlava), Чехия
- Лешно, Полша
- Ремхинген, Германия
- Сомбатхей, Унгария
- Хайденхайм на Бренц, Германия[източник? (Поискан днес)]

### Сплит
- Анкона, Италия от 1970 г.
- Антофагаста, Чили
- Бейт Шемеш, Израел
- Веленийе, Словения
- Гладсакс, Дания
- Доувър, Великобритания
- Кокбърн, Австралия
- Лос Анджелис, САЩ
- Мостар, Босна и Херцеговина
- Одеса, Украйна
- Острава, Чехия
- Пескара, Италия
- Пунта Аренас, Чили
- Тронхайм, Норвегия
- Шарлотенбург-Вилмерсдорф от Берлин, Германия
- Щип, Северна Македония[източник? (Поискан днес)]